# Ex'Act
Ex'Act (cách điệu thành EX'ACT) là album phòng thu thứ ba của nhóm nhạc nam Hàn-Trung Quốc EXO, gồm hai phiên bản tiếng Hàn và tiếng Trung được SM Entertainment với phát hành vào ngày 9 tháng 6 năm 2016. Album được phát hành lại với tên gọi Lotto (cách điệu thành LOTTO) vào ngày 18 tháng 8 năm 2016. Ex'Act là album phòng thu thứ ba liên tiếp đạt doanh số trên 1 triệu bản và album thứ tư giành giải Mnet Asian Music Award cho album của năm của EXO.

## Bối cảnh và phát hành
Vào 31 tháng 5 năm 2016, EXO được công bố là sẽ phát hành album phòng thu thứ ba của mình. Vào 2 tháng 6, tiết lộ tựa đề của album Ex'Act và EXO sẽ quảng bá cùng lúc 2 đĩa đơn, "Lucky One" và "Monster", với hai concept khác nhau tương ứng với 2 phiên bản vật lý của album.
Ngày 7 tháng 6, SM Entertainment thông báo rằng các nhà sản xuất âm nhạc như Kenzie, The Stereotypes và Dem Jointz đã tham gia thực hiện album và thành viên Chanyeol của EXO đã viết lời cho bài hát "Heaven". Ex'Act và video âm nhạc cho hai đĩa đơn của album được phát hành vào ngày 9 tháng 6.
Một phiên bản phát hành lại của album với tên gọi Lotto được phát hành vào ngày 18 tháng 8 năm 2016. Ngoài các bài hát ban đầu, phiên bản này bổ sung ba bài hát mới, trong đó có "She's Dreaming" do thành viên Chen viết lời, và một bản phối nhạc của "Monster" do LDN Noise sản xuất.

## Quảng bá
Một showcase nhằm giới thiệu và quảng bá cho Ex'Act được tổ chức tại Olympic Hall, Seoul vào ngày 8 tháng 6 năm 2016. EXO bắt đầu biểu diễn hai đĩa đơn của album trên các chương trình âm nhạc Hàn Quốc từ ngày 9 tháng 6. Nhóm bắt đầu tổ chức chuyến lưu diễn thứ ba của mình với tên gọi Exo Planet #3 - The Exo'rdium vào tháng 7 năm 2016.
EXO bắt đầu biểu diễn "Lotto" trên các chương trình truyền hình âm nhạc Hàn Quốc từ ngày 19 tháng 8 năm 2016. Thành viên Kai không thể tham gia các hoạt động quảng bá do gặp phải chấn thương trong chuyến lưu diễn. Vì lý do kiểm duyệt, "Lotto" được quảng bá với tên gọi thay thế "Louder" trên các kênh truyền hình KBS và MBC.

## Đĩa đơn
"Monster" và "Lucky One" lần lượt đạt vị trí thứ nhất và thứ ba trên bảng xếp hạng World Digital Songs của Billboard, cũng như vị trí thứ nhất và thứ năm trên bảng xếp hạng nhạc số hàng tuần của Gaon. "Monster" đã giành chiến thắng tất cả chín lần trên các chương trình âm nhạc Hàn Quốc.
"Lotto" đạt vị trí thứ hai trên bảng xếp hạng nhạc số hàng tuần của Gaon và vị trí thứ nhất trên bảng xếp hạng World Digital Songs của Billboard. Bài hát cũng đã giành chiến thắng tất cả bảy lần trên các chương trình âm nhạc Hàn Quốc.

## Sự đón nhận
Trước khi được phát hành, Ex'Act nhận được lượng đơn hàng đặt trước kỉ lục trên 660.000 bản từ các cửa hàng âm nhạc Hàn Quốc. Ba ngày sau khi được phát hành, Ex'Act trở thành album có doanh số tuần đầu tiên cao nhất trong lịch sử bảng xếp hạng Hanteo với trên 450.000 bản được bán, phá kỉ lục trước đó do mini-album Sing for You của chính EXO nắm giữ. Phiên bản tiếng Hàn và tiếng Trung của album lần lượt đạt vị trí thứ nhất và thứ hai trên bảng xếp hạng album hàng tuần của Gaon. Tính chung cả hai phiên bản, album đạt vị trí thứ hai trên bảng xếp hạng World Albums của Billboard.
Phiên bản tiếng Hàn và tiếng Trung của Lotto lần lượt đạt vị trí thứ nhất và thứ hai trên bảng xếp hạng album hàng tuần của Gaon. Đến hết tháng 8 năm 2016, Ex'Act đã bán được tổng cộng 1.136.104 bản và trở thành album phòng thu thứ ba liên tiếp đạt doanh số trên 1 triệu bản của EXO.

## Danh sách bài hát
| Ex'Act – Phiên bản tiếng Hàn | Ex'Act – Phiên bản tiếng Hàn                          | Ex'Act – Phiên bản tiếng Hàn         | Ex'Act – Phiên bản tiếng Hàn | Ex'Act – Phiên bản tiếng Hàn |
| STT                          | Nhan đề                                               | Phổ lời                              | Phổ nhạc | Thời lượng                   |
| ---------------------------- | ----------------------------------------------------- | ------------------------------------ | --- | ---------------------------- |
| 1.                           | "Lucky One"                                           | JQ Seolim Choi Jin-seon Jang Yeo-jin | LDN Noise Andrew Choi Adrian Mckinnon | 3:47                         |
| 2.                           | "Monster"                                             | Kenzie Deepflow                      | Kenzie LDN Noise Rodnae "Chikk" Bell | 3:41                         |
| 3.                           | "Artificial Love"                                     | JQ Seolim Ji Ye-won                  | Timothy "Bos" Bullock Adrian Mckinnon Tay Jasper MZMC                                                                                          | 4:05                         |
| 4.                           | "Cloud 9"                                             | Misfit                               | Dem Jointz Ericka Coulter Deez Ryan S. Jhun | 4:01                         |
| 5.                           | "Heaven"                                              | Park Chanyeol Min Yeon-jae           | The Stereotypes Clarence Coffee Jr. Kim Tae-seong                                                                                              | 3:45                         |
| 6.                           | "White Noise" (백색소음)                              | Seo Ji-eum                           | LDN Noise Adrian Mckinnon Rodnae "Chikk" Bell                                                                                                  | 3:32                         |
| 7.                           | "One and Only" (유리어항)                             | Park Seong-hee                       | Joe "Joe Millionaire" Foster Carl "Chips" Days Jr. Otha "Vakseen" Davis III                                                                    | 3:49                         |
| 8.                           | "They Never Know"                                     | Jo Yoon-kyung                        | Paul "MARZ" Thompson De-Capo Music Group & Rod Bonner Jamil "Digi" Chammas Adrian Mckinnon Tay Jasper Leven Kali Otha "Vakseen" Davis III MZMC | 3:33                         |
| 9.                           | "Stronger" (trình bày bởi Suho, Baekhyun, Chen, D.O.) | Jung Joo-hee Agnes Shin              | Andreas Öberg Gustav Karlstrom | 3:39                         |
| 10.                          | "Lucky One" (không lời)                               |                                      | LDN Noise Andrew Choi Adrian Mckinnon | 3:47                         |
| 11.                          | "Monster" (không lời)                                 |                                      | Kenzie LDN Noise Rodnae "Chikk" Bell | 3:40                         |
| Tổng thời lượng:             | Tổng thời lượng:                                      | Tổng thời lượng:                     | Tổng thời lượng: | 41:19                        |

| Ex'Act – Phiên bản tiếng Trung | Ex'Act – Phiên bản tiếng Trung                       | Ex'Act – Phiên bản tiếng Trung                      | Ex'Act – Phiên bản tiếng Trung | Ex'Act – Phiên bản tiếng Trung |
| STT                            | Nhan đề                                              | Phổ lời                                             | Phổ nhạc | Thời lượng                     |
| ------------------------------ | ---------------------------------------------------- | --------------------------------------------------- | --- | ------------------------------ |
| 1.                             | "Lucky One"                                          | JQ Seolim Choi Jin-seon Jang Yeo-jin Shim Baek-saek | LDN Noise Andrew Choi Adrian Mckinnon | 3:47                           |
| 2.                             | "Monster"                                            | Kenzie Deepflow Yeok Ga-yang                        | Kenzie LDN Noise Rodnae "Chikk" Bell | 3:41                           |
| 3.                             | "Artificial Love"                                    | JQ Seolim Ji Ye-won Dom.T                           | Timothy "Bos" Bullock Adrian Mckinnon Tay Jasper MZMC                                                                                          | 4:05                           |
| 4.                             | "Cloud 9"                                            | Misfit Im Heun-yeob                                 | Dem Jointz Ericka Coulter Deez Ryan S. Jhun | 4:01                           |
| 5.                             | "Heaven"                                             | Park Chanyeol Min Yeon-jae Wang Jung-un             | The Stereotypes Clarence Coffee Jr. Kim Tae-seong                                                                                              | 3:45                           |
| 6.                             | "White Noise" (白色噪音)                             | Seo Ji-eum Ryu Wi-an                                | LDN Noise Adrian Mckinnon Rodnae "Chikk" Bell                                                                                                  | 3:32                           |
| 7.                             | "One and Only" (玻璃鱼缸)                            | Park Seong-hee Ryu Wi-an                            | Joe "Joe Millionaire" Foster Carl "Chips" Days Jr. Otha "Vakseen" Davis III                                                                    | 3:49                           |
| 8.                             | "They Never Know"                                    | Jo Yoon-kyung Wang Jung-un                          | Paul "MARZ" Thompson De-Capo Music Group & Rod Bonner Jamil "Digi" Chammas Adrian Mckinnon Tay Jasper Leven Kali Otha "Vakseen" Davis III MZMC | 3:33                           |
| 9.                             | "Stronger" (trình bày bởi Lay, Baekhyun, Chen, D.O.) | Jung Joo-hee Agnes Shin Zhou Wei Jie                | Andreas Öberg Gustav Karlstrom | 3:39                           |
| 10.                            | "Lucky One" (không lời)                              |                                                     | LDN Noise Andrew Choi Adrian Mckinnon | 3:47                           |
| 11.                            | "Monster" (không lời)                                |                                                     | Kenzie LDN Noise Rodnae "Chikk" Bell | 3:40                           |
| Tổng thời lượng:               | Tổng thời lượng:                                     | Tổng thời lượng:                                    | Tổng thời lượng: | 41:19                          |

| Lotto – Tái bản (Phiên bản tiếng Hàn) | Lotto – Tái bản (Phiên bản tiếng Hàn)                                     | Lotto – Tái bản (Phiên bản tiếng Hàn) | Lotto – Tái bản (Phiên bản tiếng Hàn) | Lotto – Tái bản (Phiên bản tiếng Hàn) |
| STT                                   | Nhan đề                                                                   | Phổ lời                               | Phổ nhạc | Thời lượng                            |
| ------------------------------------- | ------------------------------------------------------------------------- | ------------------------------------- | --- | ------------------------------------- |
| 1.                                    | "Lotto"                                                                   | JQ Seolim Jo Yoon-kyung Kim Min-ji    | LDN Noise Adrian McKinnon Rodnae "Chikk" Bell                                                                                                  | 3:16                                  |
| 2.                                    | "Lucky One"                                                               | JQ Seolim Choi Jin-seon Jang Yeo-jin  | LDN Noise Andrew Choi Adrian Mckinnon | 3:47                                  |
| 3.                                    | "Monster"                                                                 | Kenzie Deepflow                       | Kenzie LDN Noise Rodnae "Chikk" Bell | 3:41                                  |
| 4.                                    | "Artificial Love"                                                         | JQ Seolim Ji Ye-won                   | Timothy "Bos" Bullock Adrian Mckinnon Tay Jasper MZMC                                                                                          | 4:05                                  |
| 5.                                    | "Can't Bring Me Down"                                                     | Young-hu Kim                          | Droyd Adrian Mckinnon Tay Jasper Kameron `Grae` Alexander Otha "Vakseen" Davis III MZMC                                                        | 3:06                                  |
| 6.                                    | "Cloud 9"                                                                 | Misfit                                | Dem Jointz Ericka Coulter Deez Ryan S. Jhun | 4:01                                  |
| 7.                                    | "Heaven"                                                                  | Park Chanyeol Min Yeon-jae            | The Stereotypes Clarence Coffee Jr. Kim Tae-seong                                                                                              | 3:45                                  |
| 8.                                    | "She's Dreaming" (꿈; trình bày bởi Suho, Baekhyun, Chen, Chanyeol, D.O.) | Chen                                  | Jay Kim Erin Kim Im Kwang-wook (Devine Kei) | 4:06                                  |
| 9.                                    | "White Noise" (백색소음)                                                  | Seo Ji-eum                            | LDN Noise Adrian Mckinnon Rodnae "Chikk" Bell                                                                                                  | 3:32                                  |
| 10.                                   | "One and Only" (유리어항)                                                 | Park Seong-hee                        | Joe "Joe Millionaire" Foster Carl "Chips" Days Jr. Otha "Vakseen" Davis III                                                                    | 3:49                                  |
| 11.                                   | "They Never Know"                                                         | Jo Yoon-kyung                         | Paul "MARZ" Thompson De-Capo Music Group & Rod Bonner Jamil "Digi" Chammas Adrian Mckinnon Tay Jasper Leven Kali Otha "Vakseen" Davis III MZMC | 3:33                                  |
| 12.                                   | "Stronger" (trình bày bởi Suho, Baekhyun, Chen, D.O.)                     | Jung Joo-hee Agnes Shin               | Andreas Öberg Gustav Karlstrom | 3:39                                  |
| 13.                                   | "Monster (LDN Noise Creeper Bass Remix)"                                  | Kenzie Deepflow                       | Kenzie LDN Noise Rodnae "Chikk" Bell | 4:05                                  |
| Tổng thời lượng:                      | Tổng thời lượng:                                                          | Tổng thời lượng:                      | Tổng thời lượng: | 48:20                                 |

| Lotto – Tái bản (Phiên bản tiếng Trung) | Lotto – Tái bản (Phiên bản tiếng Trung)                                  | Lotto – Tái bản (Phiên bản tiếng Trung)             | Lotto – Tái bản (Phiên bản tiếng Trung) | Lotto – Tái bản (Phiên bản tiếng Trung) |
| STT                                     | Nhan đề                                                                  | Phổ lời                                             | Phổ nhạc | Thời lượng                              |
| --------------------------------------- | ------------------------------------------------------------------------ | --------------------------------------------------- | --- | --------------------------------------- |
| 1.                                      | "Lotto"                                                                  | JQ Seolim Jo Yoon-kyung Kim Min-ji                  | LDN Noise Adrian McKinnon Rodnae "Chikk" Bell                                                                                                  | 3:16                                    |
| 2.                                      | "Lucky One"                                                              | JQ Seolim Choi Jin-seon Jang Yeo-jin Shim Baek-saek | LDN Noise Andrew Choi Adrian Mckinnon | 3:47                                    |
| 3.                                      | "Monster"                                                                | Kenzie Deepflow Yeok Ga-yang                        | Kenzie LDN Noise Rodnae "Chikk" Bell | 3:41                                    |
| 4.                                      | "Artificial Love"                                                        | JQ Seolim Ji Ye-won Dom.T                           | Timothy "Bos" Bullock Adrian Mckinnon Tay Jasper MZMC                                                                                          | 4:05                                    |
| 5.                                      | "Can't Bring Me Down"                                                    | Kim Young-hoo                                       | Droyd Adrian Mckinnon Tay Jasper Kameron `Grae` Alexander Otha "Vakseen" Davis III MZMC                                                        | 3:06                                    |
| 6.                                      | "Cloud 9"                                                                | Misfit Im Heun-yeob                                 | Dem Jointz Ericka Coulter Deez Ryan S. Jhun | 4:01                                    |
| 7.                                      | "Heaven"                                                                 | Park Chanyeol Min Yeon-jae Wang Jung-un             | The Stereotypes Clarence Coffee Jr. Kim Tae-seong                                                                                              | 3:45                                    |
| 8.                                      | "She's Dreaming" (梦; trình bày bởi Lay, Baekhyun, Chen, Chanyeol, D.O.) | Chen Wang Ya-jun                                    | Jay Kim Erin Kim Im Kwang-wook (Devine Kei) | 4:06                                    |
| 9.                                      | "White Noise" (白色噪音)                                                 | Seo Ji-eum Ryu Wi-an                                | LDN Noise Adrian Mckinnon Rodnae "Chikk" Bell                                                                                                  | 3:32                                    |
| 10.                                     | "One and Only" (玻璃鱼缸)                                                | Park Seong-hee Ryu Wi-an                            | Joe "Joe Millionaire" Foster Carl "Chips" Days Jr. Otha "Vakseen" Davis III                                                                    | 3:49                                    |
| 11.                                     | "They Never Know"                                                        | Jo Yoon-kyung Wang Jung-un                          | Paul "MARZ" Thompson De-Capo Music Group & Rod Bonner Jamil "Digi" Chammas Adrian Mckinnon Tay Jasper Leven Kali Otha "Vakseen" Davis III MZMC | 3:33                                    |
| 12.                                     | "Stronger" (trình bày bởi Lay, Baekhyun, Chen, D.O.)                     | Jung Joo-hee Agnes Shin Zhou Wei Jie                | Andreas Öberg Gustav Karlstrom | 3:39                                    |
| 13.                                     | "Monster (LDN Noise Creeper Bass Remix)"                                 | Kenzie Deepflow                                     | Kenzie LDN Noise Rodnae "Chikk" Bell | 4:05                                    |
| Tổng thời lượng:                        | Tổng thời lượng:                                                         | Tổng thời lượng:                                    | Tổng thời lượng: | 48:20                                   |

## Bảng xếp hạng
Từng phiên bản
| Bảng xếp hạng           | Thứ hạng cao nhất   | Thứ hạng cao nhất     | Thứ hạng cao nhất   | Thứ hạng cao nhất     |
| Bảng xếp hạng           | Ex'Act              | Ex'Act                | Lotto               | Lotto                 |
| Bảng xếp hạng           | Phiên bản tiếng Hàn | Phiên bản tiếng Trung | Phiên bản tiếng Hàn | Phiên bản tiếng Trung |
| ----------------------- | ------------------- | --------------------- | ------------------- | --------------------- |
| Album Hàn Quốc (Gaon)   | 1                   | 2                     | 1                   | 2                     |
| Album Nhật Bản (Oricon) | 8                   | 16                    | —                   | —                     |

Cả hai phiên bản
| Bảng xếp hạng               | Thứ hạng cao nhất |
| --------------------------- | ----------------- |
| US World Albums (Billboard) | 2                 |

## Doanh số
| Khu vực           | Doanh số            | Doanh số              | Doanh số            | Doanh số              |
| Khu vực           | Ex'Act              | Ex'Act                | Lotto               | Lotto                 |
| Khu vực           | Phiên bản tiếng Hàn | Phiên bản tiếng Trung | Phiên bản tiếng Hàn | Phiên bản tiếng Trung |
| ----------------- | ------------------- | --------------------- | ------------------- | --------------------- |
| Hàn Quốc (Gaon)   | 551.043             | 248.325               | 236.416             | 120.238               |
| Nhật Bản (Oricon) | 24.679              | 7.210                 | —                   | —                     |

## Lịch sử phát hành
| Phiên bản | Ngày                | Khu vực  | Định dạng         | Nhãn hiệu                 |
| --------- | ------------------- | -------- | ----------------- | ------------------------- |
| Ex'Act    | 9 tháng 6 năm 2016  | Hàn Quốc | CD Tải nhạc xuống | SM Entertainment KT Music |
| Ex'Act    | 9 tháng 6 năm 2016  | Toàn cầu | Tải nhạc xuống    | SM Entertainment          |
| Lotto     | 18 tháng 8 năm 2016 | Hàn Quốc | CD Tải nhạc xuống | SM Entertainment KT Music |
| Lotto     | 18 tháng 8 năm 2016 | Toàn cầu | Tải nhạc xuống    | SM Entertainment          |